# Улица Собинова (Ярославль)
У́лица Со́бинова (бывшая Семёновская улица, Срубная улица + улица Циммервальда) — улица в центральной части города Ярославля. Лежит между улицей Некрасова и Октябрьским переулком. Нумерация домов ведётся от улицы Некрасова.

## История
До регулярной планировки города на месте части современной улицы (от улицы Свободы до Большой Октябрьской), а также Южного переулка, пролегала улица Нетеча, называвшаяся по закопанному ручью Нетеча. Вдоль участка современной улицы от Некрасова до Свободы проходила Срубная улица (она располагалась ближе к современной улице Ушинского), названная так по расположению в Срубной слободе.
В ходе перестройки города по регулярному плану 1778 года была проложена новая прямая улица, начинавшаяся от Романовской улицы и проходившая до Большой Рождественской. Она получила название Семёновская, в связи с тем, что начиналась рядом с Семёновской площадью (первоначально площадь была значительно больше современной). В обиходе ярославцы продолжали называть северную часть улицы Срубной, а южную часть — улицей Нетеча.
В 1918 году коммунисты переименовали южную часть Семёновской улицы в улицу Циммервальда — по швейцарской деревне Циммервальд, в которой в 1915 году произошла конференция европейских социал-демократических партий, а северную часть — в Срубную улицу.
В феврале 1935 года северную часть снова переименовали — в улицу Собинова в честь певца Леонида Собинова, жившего в доме на этой улице. В ноябре 1983 года к улице Собинова присоединили улицу Циммервальда.

## Здания
- № 1 — Редакции газет Северный край и Ярославский регион
- № 5 — Ярославское музыкальное училище имени Л. В. Собинова
- № 5а — Здание бывшей Ярославской уездной земской управы[3]
- № 19 — Бывший дом Богомолова[4]
- № 22 — Школа № 33
- № 25 — Мемориальный дом-музей Л. В. Собинова, дом в котором в 7 июня 1872 года родился Леонид Витальевич Собинов. Здесь он жил до окончания гимназии в 1890 году. Позже Собинов купил этот дом у своих родных и, приезжая в Ярославль на гастроли, останавливался в этом здании. В 1993 году проводились реставрационные работы. 26 мая 1995 году здесь открылся дом-музей Леонида Собинова[5].
- № 32 и 34 — Бывшая усадьба Пастухова[6][7]
- № 36а — VIII корпус ЯрГУ, в нем располагается юридический факультет
- № 39 — Кировский районный суд
- № 40 — Бывшая усадьба Мосягина, построенная в 1875 году[8]
- № 42а — Бывший доходный дом Сакиных, возведенный в 1907 году[9]
- № 43 — Ярославская областная клиническая туберкулезная больница, бывший особняк Вахрамеева[10]
- № 47 — Бывший главный дом усадьбы Друженкова[11]
- № 48 — Управление Федеральной миграционной службы России по Ярославской области, бывший дом Сакина, построенный в начале XX века[12]
- № 50 — Бывший дом Смолина, построенный в 1828 году[13]
- № 53 — Отдел полиции Центральный УМВД России по городу Ярославлю. Бывшая усадьба Полетаева, бывшая Духовная консистория. Здание в стиле необарокко.
- № 54 — Бывший дом дворянского общества, построенный в середине XIX века[14]
- № 56 — Бывший дом Холщевникова[15]
- № 58 — Бывший дом Сыромятниковых—Лопатиных, построенный во второй половине XIX века[16]

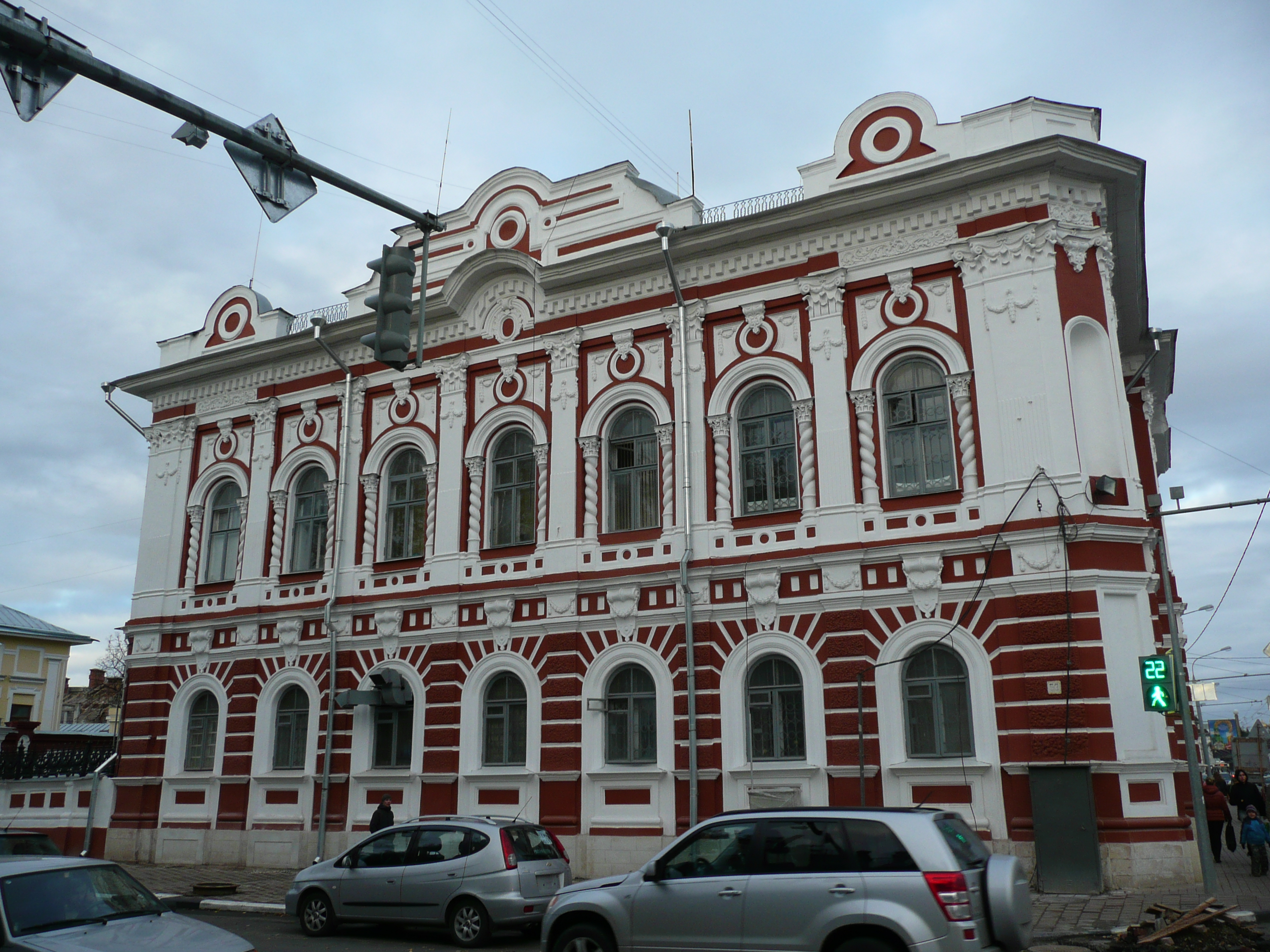
Бывшая духовная консистория (№ 51)
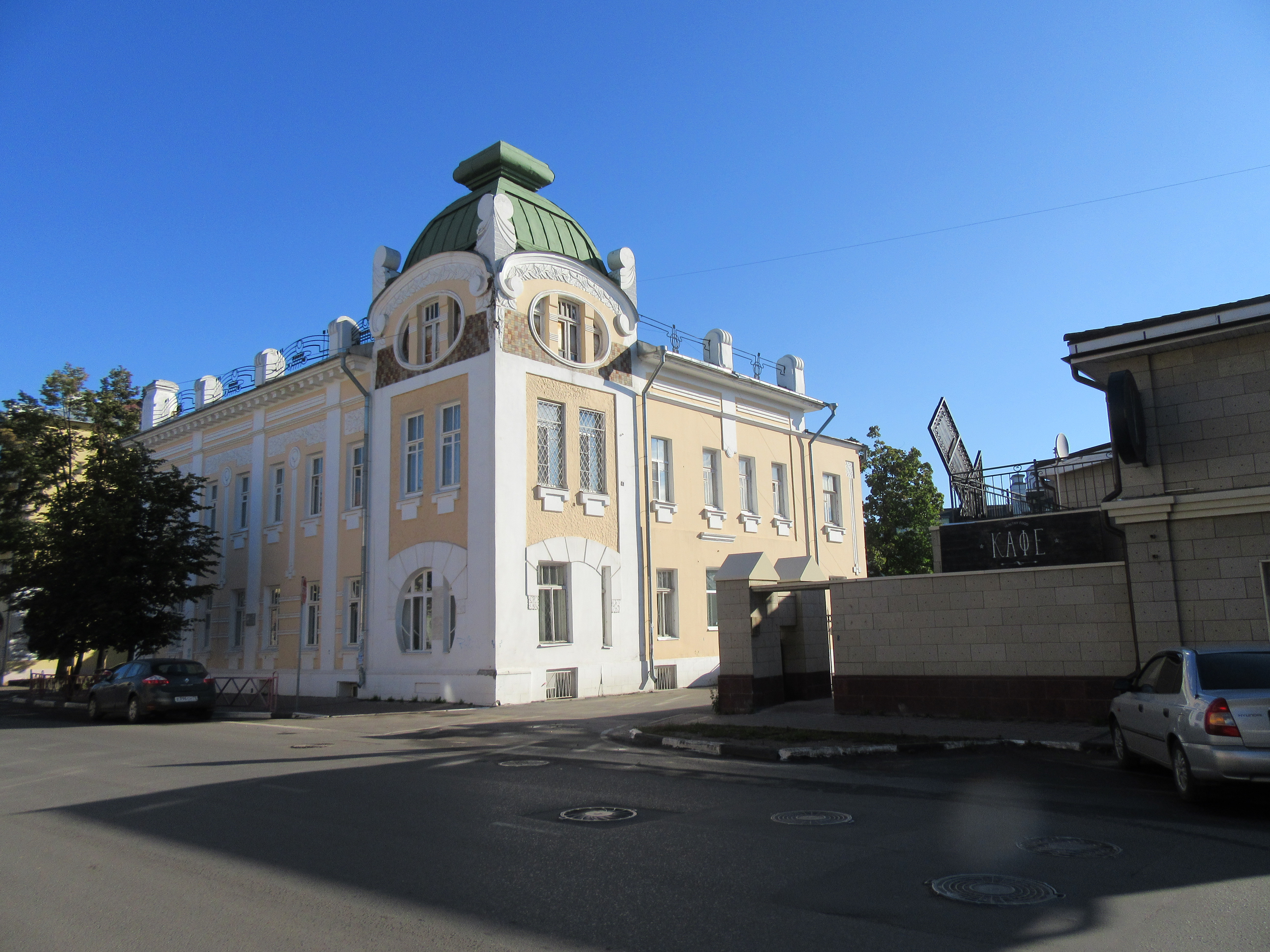
Бывший дом Вахрамеева (№ 43)
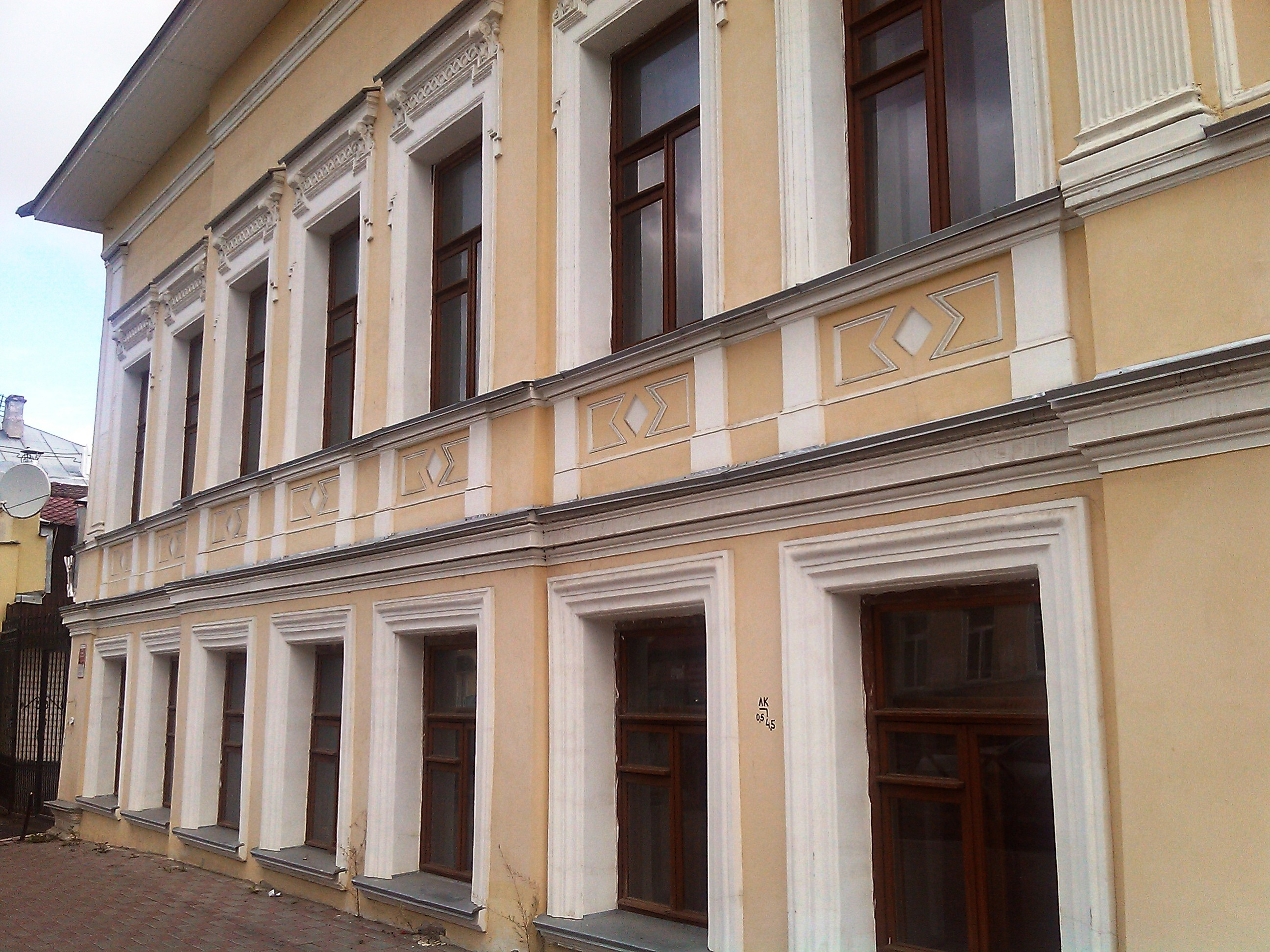
Бывший главный дом усадьбы Друженкова (№ 47)
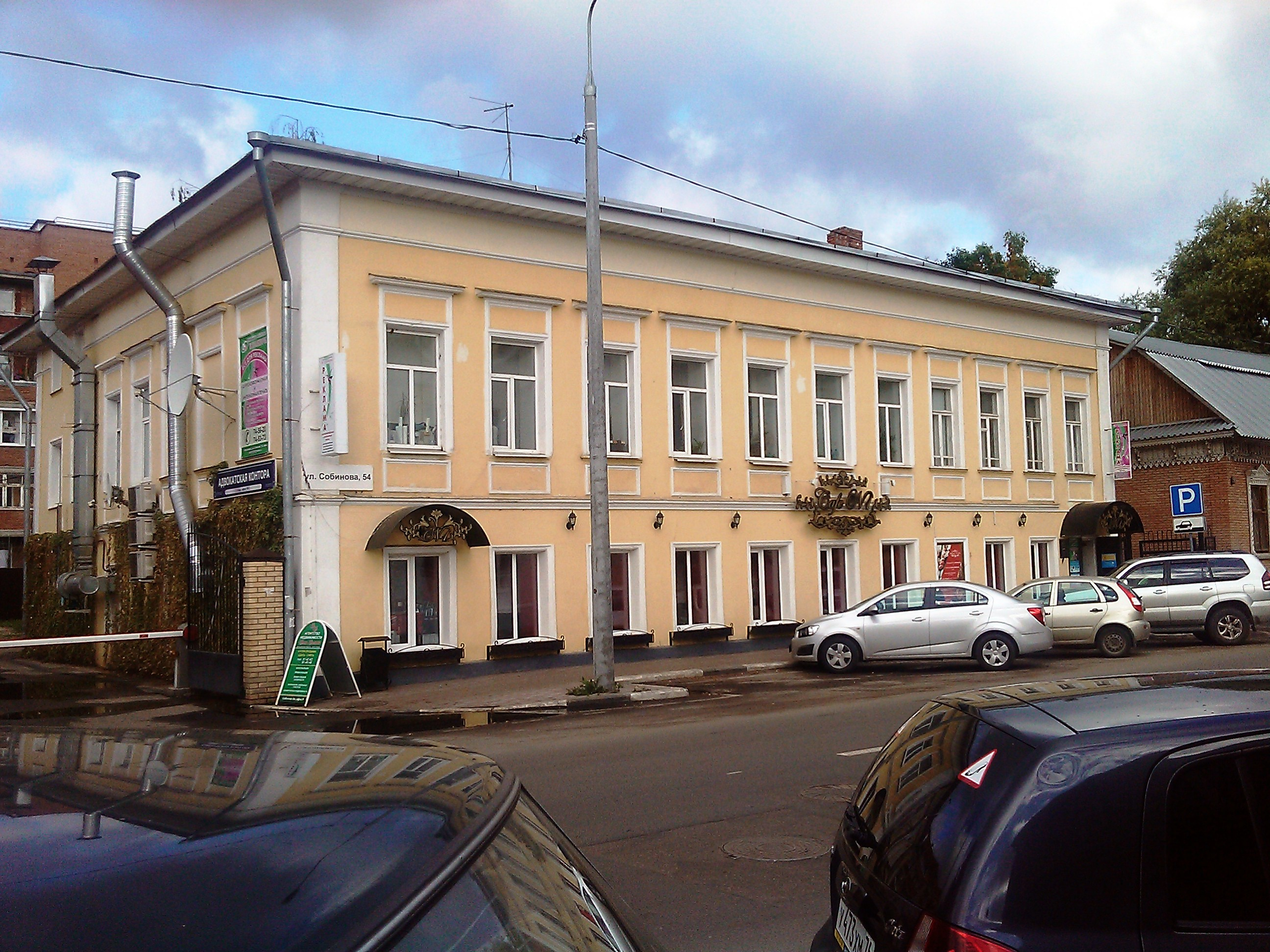
Бывший дом Дворянского общества (№ 54)
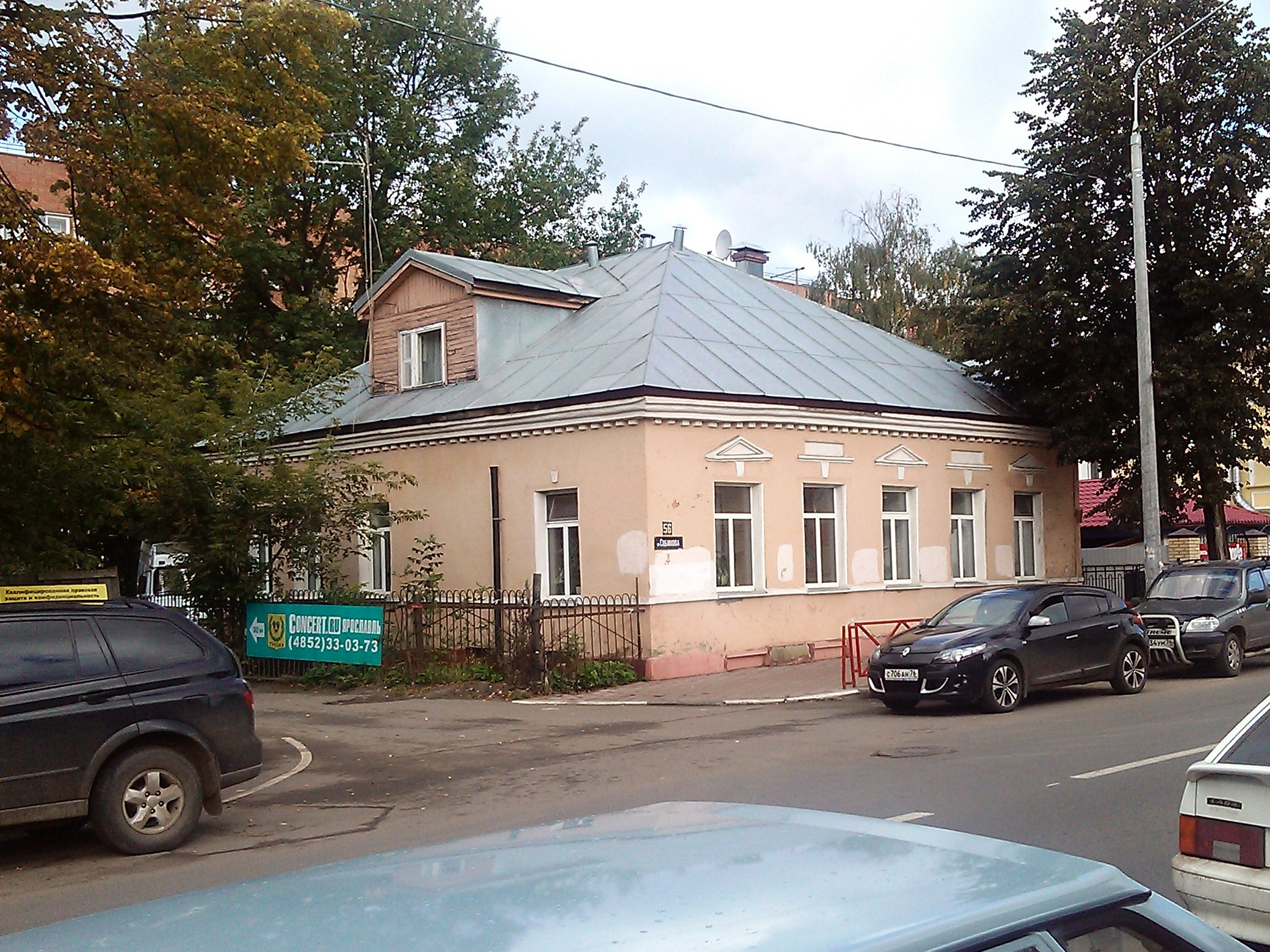
Бывший дом Холщевникова (№ 56)